# Anopheles liangshanensis
Anopheles liangshanensis är en tvåvingeart som beskrevs av Kang, Tan och Cao 1984. Anopheles liangshanensis ingår i släktet Anopheles och familjen stickmyggor. Inga underarter finns listade i Catalogue of Life.